# Бершанська Євдокія Давидівна
Євдокі́я Дави́дівна Берша́нська, у другому шлюбі Бочаро́ва, до шлюбу Карабу́т (нар. 6 лютого 1913 — 16 вересня 1982) — радянська військова льотчиця, учасниця Другої світової війни. Командирка жіночого 46-го гвардійського нічного бомбардувального авіаційного полку, гвардії підполковник. Єдина жінка, нагороджена орденом Суворова.

## Життєпис
Народилася 6 лютого 1913 року в селі Добровольне Ставропольського краю. Росіянка. Член ВКП(б) з 1939 року.
З 1924 по 1929 роки навчалась у Благодарненській школі 2-го ступеня. У 1932 році закінчила Батайську авіаційну школу льотчиків. Працювала льотчицею-інструкторкою Батайської і Краснодарської авіаційних шкіл цивільного повітряного флоту СРСР (ЦПФ СРСР).
У 1941 році призвана до лав РСЧА. 2 грудня 1941 року капітан Євдокія Бершанська, як досвідчена льотчиця з десятирічним стажем і гарними організаторськими здібностями, призначена командиром новоствореного жіночого 588-го нічного легкобомбардувального авіаційного полку. Під її командуванням полк бився з ворогом до закінчення війни. Час від часу з'єднання жартівливо називали — «Дунькин полк», з натяком на повністю жіночий склад й виправдовуючись ім'ям командира полку.
На фронтах німецько-радянської війни з 27 травня 1942 року. Воювала на Південному, Північно-Кавказькому та 2-у Білоруському фронтах.
Під командуванням Є. Д. Бершанської полк пройшов бойовий шлях від Ворошиловграду через Грозний, Краснодар, Тамань, Керч, Севастополь, Могильов, Гродно, Білосток, Остроленку. Брав участь у розгромі німецьких військ у Польщі та Східній Пруссії. За успішне виконання завдань командування полк був перейменований у 46-й гвардійський, нагороджений орденами Червоного Прапора і Суворова 3-го ступеня.
Особисто Є. Д. Бершанська здійснила 28 бойових вильотів на знищення живої сили й бойової техніки ворога.
Після війни вдруге одружилась, супроводжувала чоловіка-офіцера за місцем служби. У 1950 році закінчила Вечірній університет марксизму-ленінізму. Після переїзду до Москви займалась громадською діяльністю в Комітеті радянських жінок та Комітеті ветеранів війни.
Померла 17 вересня 1982 року. Похована на Новодівочому цвинтарі.

## Нагороди і почесні звання
Почесний громадянин міста Краснодара.
Нагороджена двома орденами Червоного Прапора (09.09.1942, 15.06.1945), орденами Суворова 3-го ступеня (15.12.1944), Олександра Невського (02.06.1944), Вітчизняної війни 2-го ступеня (28.05.1943), «Знак Пошани» (1937) і медалями.

## Пам'ять
Ім'ям Євдокії Бершанської названо вулицю в місті Краснодарі.